# Рациональное уравнение
Рациональное уравнение — это такой вид уравнения в которой левая и правая части рациональные выражения. В записи уравнения имеются только сложение, вычитание, умножение, деление, а также возведение в целую степень.
Любое рациональное уравнение сводится к алгебраическому.
В записи уравнения отсутствуют радикалы, логарифмы и тригонометрические функции.
Иногда это уравнение вида  a(x)=b(x) , где  a(x)  и  b(x)  — рациональные выражения.

## Виды рациональных уравнений
- Целые (или алгебраические) рациональные уравнения (все переменные находятся в числителях).
- Дробные рациональные уравнения (переменная находится в одном из делителей).

## Методы решения
- Перенос неизвестных на одну сторону уравнения (для целых рациональных уравнений)
- Умножение на наименьший общий знаменатель (для дробных рациональных уравнений, в результате должно получиться целое рациональное уравнение)
- 1 Перенос всех членов уравнения в одну часть; 2 преобразовать эту часть к виду алгебраической дроби {\displaystyle {\frac {p(x)}{q(x)}}}; 3  Решить уравнение  p(x)=0 ; 4 Устроить проверку.